# Microstylum imbutum
Microstylum imbutum är en tvåvingeart som först beskrevs av Walker 1851.  Microstylum imbutum ingår i släktet Microstylum och familjen rovflugor. Inga underarter finns listade i Catalogue of Life.